# Koninklijk Harmonieorkest Kerkrade
Het Koninklijk Harmonieorkest Kerkrade is het resultaat van de fusie in 2013 tussen de harmonieën St. Caecilia 1843 en St. Pancratius Nulland uit Kerkrade.
Naast een harmonieorkest, uitkomend in de tweede divisie, is er een jeugd- en opleidingsorkest, Jonkh.
Eén van beide voorlopers van de vereniging stond in 1951, samen met harmonie St. Aemiliaan Bleijerheide, aan de wieg van het Wereld Muziek Concours.

## Historie

### Koninklijke Harmonie St. Caecilia 1843 Kerkrade
De oudste harmonie van Kerkrade werd op 6 mei 1843 opgericht onder de naam Harmonie Gesellschaft zu Kirchrath. "Der Zweck der Gesellschaft is die Übung und Fortpflanzung der Tonkunst und besonders die gute Ausfürung der Harmonie" was de boodschap in 1843 aan 16 muzikanten die gehoor gaven een oproep van kapelaan Scheuren om een harmonie op te richten. Daarmee werd de eerste harmonie van Kerkrade geboren. Doelstelling was het opluisteren van kerkelijke en wereldlijke gebeurtenissen. Dat de harmonie haar missie serieus nam, bleek bijvoorbeeld uit het muziekfeest dat op een dag in mei 1856 werd georganiseerd. Er werden toen 20 muziekverenigingen uit Nederland, België en Duitsland uitgenodigd voor een optreden. Als eerste harmonie van Kerkrade heeft het orkest de bijnaam "Auw Harmonie".

### Harmonie St. Pancratius, Nulland
In januari 1918 stelden drie mijnwerkers voor om in Nulland een zangvereniging op te richten. In de gemeenschap werd voor dit doel geld ingezameld. De koempels schrokken van de hoogte van het ingezamelde bedrag en stelden voor om dan maar een harmonie op te richten. Dit gebeurde ook, op 31 maart 1918 was de  harmonie van Groot Nulland een feit. De buurt die tussen twee parochies lag met beide al een harmonie had er nu ook een. Het eerste openbare muzikale optreden vond plaats op 21 juli 1918 tijdens een festival van Harmonie Sint Caecilia, de Auw Harmonie, op de Boterwei, de plek waar nu de Rodahal staat. 

### Koninklijk Harmonieorkest Kerkrade
Eind 2010 wordt er door beide verenigingen gestart met een samenwerkingsverband. Om de verenigingen samen een muzikale uitdaging te geven wordt een gezamenlijke concertreis ondernomen naar het Mid Europe Internationaal muziekfestival in Schladming. Deze concertreis naar Oostenrijk vormde een belangrijk keerpunt in de samenwerking tussen beide verenigingen. Uiteindelijk resulteerde deze samenwerking in een fusie, die op 4 mei 2013 een feit werd. De gefuseerde vereniging gaat vanaf dat moment verder als het “Koninklijk Harmonieorkest Kerkrade”.

## Dirigenten
- 2013-heden Guido Swelsen

## Muzikale activiteiten
Zowel het harmonieorkest als jeugdorkest Jonkh hebben reguliere muzikale optredens in Kerkrade, waar een actieve bijdrage aan wordt geleverd. Zo is de vereniging vertegenwoordigd tijdens carnaval, in zowel d'r Kingertsóg als d'r Jroeësse Tsóg, maar ook tijdens Koningsdag, Nationale Dodenherdenking en Bevrijdingsdag. Tevens worden jaarlijks de communicantjes van de lokale parochie muzikaal naar de kerk begeleid, is de vereniging deelnemer aan de Stadsprocessie en wordt de kerkelijke dienst op Tweede Kerstdag muzikaal opgeluisterd.
Ook het verzorgen van aubades of muzikale omlijsting bij diverse gelegenheden (bruiloftsvieringen, uitvaarten, Lintjesregen), deelname van de muzikanten aan overkoepelende muziekprojecten binnen Kerkrade en spontane projecten of samenwerkingen, zoals workshops of niet-muzikale activiteiten, behoren tot de bezigheden van het Koninklijk Harmonieorkest Kerkrade.
De harmonie was actief in het begeleiden van lokale schutterijen en was er jarenlang een eigen carnavalszitting, met daarbij het uitroepen van de verenigingsprins- of prinses.

## Bescherming
In 2013 werd Jos Som, burgemeester van Kerkrade, benoemd tot beschermheer van Koninklijk Harmonieorkest Kerkrade. Op 11 juni 2019 werd Petra Dassen-Housen, ambtsopvolger van Som, beschermvrouwe van de vereniging.

## Concerten
- 14-07-2011: Concertreis Schladming Oostenrijk, deelname aan MID EUROPE internationaal muziekfestival
- 23-09-2011: Jubileumconcert Wereld Muziek Concours, Rodahal te Kerkrade
- 03-06-2012: Concert "Passie van het Zuiden", met Suzan Seegers, Theater Kerkrade
- 02-06-2013: Concert "inFusie", met Ankie Mofers, Theater Kerkrade
- 04-07-2013: Podiumorkest openingsmanifestatie 17de Wereld Muziek Concours
- 30-05-2014: Concert "SJTUB, mijn verleden mijn heden" met Kick the Fridge en DJ Ron van den Beuken, Showroom Highlite International te Kerkrade
- 16-05-2015: Deelname concertwedstrijd Musikfest 2015, 92 punten 2de plaats in wedstrijd, Karlsruhe Duitsland
- 27-12-2015: Sylvesterconcert, Aula Major Abdij Rolduc te Kerkrade
- 03-07-2016: Filmconcert "Hollywood in Concert", Vue-bioscoop Kerkrade
- 16-07-2017: Deelname concertwedstrijd 18de Wereld Muziek Concours, 95,33 punten vice-wereldkampioen 2de divisie harmonie, Theater Heerlen
- 30-12-2017: Sylvesterconcert, met Fenna Ograjensek en Mella Klaessen, Aula Major Abdij Rolduc te Kerkrade
- 17-03-2018: Samenwerkingsconcert met Koninklijk Mannenkoor St. Pancratius Heerlen, St. Lambertuskerk te Kerkrade
- 30-06-2018: Filmconcert "Hollywood in Concert", Markt Kerkrade
- 01-12-2018: Jubileumconcert "175 Joar Bloasmoeziek i Kirchroa", Continium Kerkrade
- 22-06-2019: Samenwerkingsconcert met harmonie St. Caecilia Nieuwenhagen en harmonie Wilhelmina Posterholt, Harmoniezaal SUN-plein Landgraaf
- 05-10-2019: Ochtend- en avondconcert voor alle Oranjeverenigingen Nederland, HuB. Theater Kerkrade
- 03-11-2019: Galaconcert met Blasorchester Nordenau/Oberkirchen, Nordenau, Sauerland
- 17-11-2019: Trioconcert met harmonie St. Cecilia Grevenbicht-Papenhoven en harmonie St. Jozef Kaalheide, Cultuurhuis Landgraaf
- 24-12-2020: Ensemblebijdrage aan de Kerstspecial van televisieprogramma All You Need Is Love, Kerkrade
- 04-11-2021: Samenwerkingsconcert "Hardy! Hardy Mertens 40 Jaar Wereldcomponist", met de Koninklijke Muziekkapel van de Gidsen en harmonie St. Philomena Chrevremont
- 27-04-2022: Koningsfestival Epen, met harmonie Inter Nos Epen
- 22-05-2022: Concert tijdens de Eurodedag op de Nieuwstraat in Kerkrade
- 12-06-2022: Samenwerkingsconcert met fanfare De Maasgalm Elsloo, Westhoes Kerkrade
- 17-07-2022: Frühschopconcert tijdens het WMC in Kerkrade, Markt
- 30-12-2022: Sylvesterconcert met Toneelvereniging Excelsior en feestband Ten Feet Up, Theater De Buun Kerkrade
- 04-06-2023: Tapasconcert, 't Patronaat Bleijerheide
- 10-06-2023: Concert tijdens Walk to SurVIEve, Stadspark Kerkrade
- 12-11-2023: Samenwerkingsconcert met Drumfanfare Michael Nijmegen, Roomsch Leven Nijmegen
- 30-12-2023: Sylvesterconcert, met violiste Emerentia Knebel, Theater De Buun Kerkrade
- 16-06-2024: Vaderdagconcert, met muziekvereniging Vriendenkring Limbricht, gemeenschapshuis Limbricht
- 13-10-2024: Kaffee und Kuchen-concert, met harmonie St. Caecilia Nieuwenhagen, Theater De Buun Kerkrade
- 29-12-2024: Night of the Timeless Tunes, met zangers Stan Peters, Mella Klaessen, Lilly Weitjes, Lysanne Adomeit, Elodie Lejeune, radio-dj Roger Schepers en feestband Ten Feet Up, Theater De Buun Kerkrade
- 30-03-2025: Samenwerkingsconcert met harmonie Excelsior Nijswiller en Musica Rura uit Roerdalen in de Fanfarezaal te Slenaken.
- 07-06-2025: Samenwerkingsconcert ‘Klinkend Koninklijk’ met Koninklijke Fanfare Eendracht Waubach in Landgraaf
- 25-10-2025: Oktoberfes in het Patronaat, Bleijerheide
- 28-12-2025: Bioscoopconcert in bioscoop Vue Kerkrade

## Jeugdconcerten
- 26-01-2019: Lekker Gek!-concert, met de jeugdharmonieën van harmonie St. Aemiliaan Bleijerheide en harmonie St. Philomena Chevremont, 't Patronaat Bleijerheide
- 26-10-2019: Beoordelingsconcert, Ulestraten
- 01-02-2020: "Er was eens..."-concert, met de jeugdharmonieën van harmonie St. Aemiliaan Bleijerheide en harmonie St. Philomena Chevremont, 't Patronaat Bleijerheide
- 13-07-2022: Concert tijdens het WMC, met de jeugdharmonieën van harmonie St. Aemiliaan Bleijerheide en harmonie St. Philomena Chevremont, Stadspark Kerkrade
- 26-11-2022: Concoursdeelname Eurofestival Heel
- 27-05-2023: Gaia in Concert, met het leerlingenorkest van harmonie St. Michael Heugem en jeugddrumfanfare De Stefaantjes Nijmegen, GaiaZOO Kerkrade
- 11-11-2023: Samenwerkingsconcert met het Keizerstads Jeugdorkest, Stedelijk Gymnasium Nijmegen
- 20-02-2024: Around the World-concert, met de jeugdharmonieën van harmonie St. Aemiliaan Bleijerheide, harmonie Ste. Marie Gracht en harmonie St. Philomena Chevremont, 't Patronaat Bleijerheide
- 14-06-2025: Samenwerkingsconcert met de samenwerkende jeugdorkesten Kerkrade, Flexiforum Kerkrade
- 29-06-2025: Jubileumfestival SMK Kerkrade, een concert met de samenwerkende jeugdorkesten Kerkrade, Flexiforum Kerkrade

## Concoursen
- 2015 (16-05-2015), Musikfest te Karlsruhe (D), Dirigent: Guido Swelsen, 5de Kategorie, 92 punten, 1ste prijs met onderscheiding, 2de plaats in wedstrijd

(Verplicht werk: Han-Nya, Kinya Matsuura; Keuzewerk: The Sunken Village, Philip Sparke, arr. Judith van Boven)
- 2017 (16-07-2017), WMC te Kerkrade, Dirigent: Guido Swelsen, 2de divisie, 95,33 punten, 1ste prijs met onderscheiding, 2de plaats in wedstrijd

(Verplicht werk: Summer Dances, Adam Gorb; Keuzewerk: Give Us This Day, David Maslanka)

## Eretekens

### Nic Hennentrofee
De Nic Hennentrofee is een prijs in de vorm van een wisselbeeld dat jaarlijks wordt uitgereikt aan een lid van de vereniging dat zich in de afgelopen periode bijzonder verdienstelijk heeft gemaakt voor de vereniging. Oorspronkelijk werd de prijs alleen uitgereikt aan spelende leden, vanaf 2013 heeft het bestuur echter gemeend de prijs in een breder perspectief te plaatsen en voortaan uit te reiken aan zowel spelende als niet-spelende leden.

### Toon Peerboomprijs
Jaarlijks wordt deze prijs uitgereikt aan een jeugdlid van de vereniging dat zich verdienstelijk heeft gemaakt voor de vereniging of een bijzondere prestatie heeft geleverd. De prijs wordt in het leven geroepen bij het afscheid van Toon Peerboom in 2004 als voorzitter van de vereniging. De prijs die het jeugdlid ontvangt is een kunstwerk van Kerkadenaar Frans Hensgens. Het is een beeldhouwwerk, met als naam "Samen klanken in harmonie tot elkaar brengen".